# Championnat de France de hockey sur glace 2004-2005
Saison précédente Saison suivante
La saison 2004-2005 est la 84e saison du championnat de France de hockey sur glace élite. C'est la première à porter le nom  de Ligue Magnus.

## Ligue Magnus

### Équipes engagées
| Amiens Angers Anglet Briançon Clermont Dijon Dunkerque Épinal Gap Grenoble Morzine Mulhouse Rouen Tours Villard |

Elles sont au nombre de 15 :
- Gothiques d'Amiens
- Ducs d'Angers
- Orques d'Anglet
- Diables Rouges de Briançon
- Sangliers Arvernes de Clermont
- Ducs de Dijon
- Corsaires de Dunkerque
- Dauphins d'Épinal
- Rapaces de Gap
- Brûleurs de loups de Grenoble
- Pingouins de Morzine
- Scorpions de Mulhouse
- Dragons de Rouen
- Diables Noirs de Tours
- Ours de Villard-de-Lans

Amiens est le champion en titre, Morzine le promu.

### Formule de la saison
La saison comporte 2 parties : la saison régulière et les play-offs.
- La saison régulière :

Lors de la saison régulière, tous les clubs se rencontrent en match aller-retour.
Une victoire rapporte 2 points, un match nul 1 point et une défaite 0 point.
À l'issue de la saison régulière les 8 premiers clubs du classement sont qualifiés pour les play-offs.
- Les play-offs :

La saison régulière désigne 8 clubs qui s'affrontent lors des quarts de finale.
Le 1er du classement rencontre le 8e, le 2e rencontre le 7e, le 3e rencontre le 6e et le 4e rencontre le 5e.
Ces rencontres sont appelées « séries ». Une série se joue au meilleur des 5 matchs, le club le mieux classé joue 3 matchs à domicile et par conséquent son adversaire n'en joue que 2 à domicile.
Le premier club rendu à 3 victoires gagne la série.
Il en va de même pour les demi-finales.
En finale et petite finale le principe est le même sauf que la série se joue au meilleur des trois matchs.

### Résultats
Saison régulière
|     | Équipe                         | PJ | Pts | V. | Vp. | N. | Pp. | P. | Bp  | Bc  | Diff |
| --- | ------------------------------ | -- | --- | -- | --- | -- | --- | -- | --- | --- | ---- |
| 1er | Dragons de Rouen               | 28 | 45  | 22 | 0   | 1  | 0   | 5  | 139 | 54  | +85  |
| 2e  | Diables Noirs de Tours         | 28 | 45  | 20 | 2   | 1  | 0   | 5  | 119 | 67  | +52  |
| 3e  | Brûleurs de loups de Grenoble  | 28 | 45  | 16 | 3   | 4  | 3   | 2  | 119 | 59  | +60  |
| 4e  | Scorpions de Mulhouse          | 28 | 43  | 20 | 1   | 1  | 0   | 6  | 142 | 62  | +80  |
| 5e  | Diables Rouges de Briançon     | 28 | 39  | 16 | 2   | 2  | 1   | 7  | 126 | 76  | +50  |
| 6e  | Pingouins de Morzine           | 28 | 33  | 10 | 3   | 2  | 5   | 8  | 101 | 86  | +15  |
| 7e  | Ducs d'Angers                  | 28 | 32  | 11 | 2   | 1  | 5   | 9  | 96  | 91  | +5   |
| 8e  | Gothiques d'Amiens             | 28 | 30  | 15 | 0   | 0  | 0   | 13 | 97  | 78  | +19  |
| 9e  | Orques d'Anglet                | 28 | 29  | 12 | 2   | 1  | 0   | 13 | 105 | 113 | -8   |
| 10e | Ducs de Dijon                  | 28 | 24  | 8  | 3   | 1  | 1   | 15 | 81  | 101 | -20  |
| 11e | Ours de Villard-de-Lans        | 28 | 21  | 7  | 2   | 1  | 2   | 16 | 64  | 107 | -43  |
| 12e | Rapaces de Gap                 | 28 | 16  | 5  | 1   | 2  | 2   | 18 | 57  | 112 | -55  |
| 13e | Sangliers Arvernes de Clermont | 28 | 16  | 4  | 3   | 2  | 0   | 19 | 66  | 128 | -62  |
| 14e | Corsaires de Dunkerque         | 28 | 15  | 6  | 0   | 0  | 3   | 19 | 63  | 169 | -106 |
| 15e | Dauphins d'Épinal              | 28 | 11  | 4  | 0   | 1  | 2   | 21 | 71  | 143 | -72  |

Séries éliminatoires
|  | Quarts de finale              | Quarts de finale              |                        |                  | Demi-finales           | Demi-finales |  |  | Finale                        | Finale |
|  | Quarts de finale              | Quarts de finale              |                        |                  | Demi-finales           | Demi-finales |  |  | Finale                        | Finale |
|  |                               |                               |                        |                  |                        |              |  |  |                               |        |
|  |                               |                               |                        |                  |                        |              |  |  |                               |        |
|  |                               |                               |                        |                  |                        |              |  |  |                               |        |
|  | Dragons de Rouen              | 3                             |                        |                  |                        |              |  |  |                               |        |
|  | Dragons de Rouen              | 3                             |                        |                  |                        |              |  |  |                               |        |
|  | Gothiques d'Amiens            | 2                             |                        |                  |                        |              |  |  |                               |        |
|  | Gothiques d'Amiens            | 2                             | Dragons de Rouen       | 1                |                        |              |  |  |                               |        |
|  |                               |                               | Dragons de Rouen       | 1                |                        |              |  |  |                               |        |
|  |                               | Scorpions de Mulhouse         | 3                      |                  |                        |              |  |  |                               |        |
|  | Scorpions de Mulhouse         | Scorpions de Mulhouse         | 3                      | 3                |                        |              |  |  |                               |        |
|  | Scorpions de Mulhouse         |                               |                        | 3                |                        |              |  |  |                               |        |
|  | Diables Rouges de Briançon    | 1                             |                        |                  |                        |              |  |  |                               |        |
|  | Diables Rouges de Briançon    | 1                             | Diables Noirs de Tours | 0                |                        |              |  |  |                               |        |
|  |                               |                               | Diables Noirs de Tours | 0                |                        |              |  |  |                               |        |
|  |                               | Scorpions de Mulhouse         | 2                      |                  |                        |              |  |  |                               |        |
|  | Diables Noirs de Tours        | Scorpions de Mulhouse         | 2                      | 3                |                        |              |  |  |                               |        |
|  | Diables Noirs de Tours        |                               |                        | 3                |                        |              |  |  |                               |        |
|  | Ducs d'Angers                 | 1                             |                        |                  |                        |              |  |  |                               |        |
|  | Ducs d'Angers                 | 1                             | Diables Noirs de Tours | 3                |                        |              |  |  |                               |        |
|  |                               |                               | Diables Noirs de Tours | 3                | Match pour la 3e place |              |  |  |                               |        |
|  |                               | Brûleurs de loups de Grenoble | 2                      |                  |                        |              |  |  |                               |        |
|  | Brûleurs de loups de Grenoble | Brûleurs de loups de Grenoble | 2                      | 3                |                        |              |  |  |                               |        |
|  | Brûleurs de loups de Grenoble |                               |                        | 3                |                        |              |  |  |                               |        |
|  | Pingouins de Morzine          | 1                             |                        | Dragons de Rouen | 1                      |              |  |  |                               |        |
|  | Pingouins de Morzine          | 1                             |                        | Dragons de Rouen | 1                      |              |  |  |                               |        |
|  |                               |                               |                        |                  |                        |              |  |  | Brûleurs de loups de Grenoble | 2      |
|  |                               |                               |                        |                  |                        |              |  |  | Brûleurs de loups de Grenoble | 2      |

Poule nationale
|     | Équipe                  | PJ | Pts | V. | Vp. | N. | Pp. | P. | Bp | Bc | Diff |
| --- | ----------------------- | -- | --- | -- | --- | -- | --- | -- | -- | -- | ---- |
| 1er | Ours de Villard-de-Lans | 6  | 11  | 4  | 1   | 1  | 0   | 0  | 32 | 19 | +13  |
| 2e  | Ducs de Dijon           | 6  | 7   | 3  | 0   | 1  | 0   | 2  | 34 | 27 | +7   |
| 3e  | Rapaces de Gap          | 6  | 4   | 2  | 0   | 0  | 0   | 4  | 23 | 36 | -13  |
| 4e  | Orques d'Anglet         | 6  | 3   | 1  | 0   | 0  | 1   | 4  | 28 | 35 | -7   |

Poule de maintien
|     | Équipe                         | PJ | Pts | V. | Vp. | N. | Pp. | P. | Bp | Bc | Diff |
| --- | ------------------------------ | -- | --- | -- | --- | -- | --- | -- | -- | -- | ---- |
| 1er | Corsaires de Dunkerque         | 4  | 6   | 3  | 0   | 0  | 0   | 1  | 14 | 9  | +5   |
| 2e  | Dauphins d'Épinal              | 4  | 3   | 1  | 0   | 1  | 0   | 2  | 11 | 12 | -1   |
| 3e  | Sangliers Arvernes de Clermont | 4  | 3   | 1  | 0   | 1  | 0   | 2  | 11 | 15 | -4   |

Barrage de promotion/relégation
Clermont-Ferrand affronte Caen, vice-champion de Division 1 en match aller-retour les 23 et 26 avril 2005. Après un match nul à domicile 4-4 (1-1,1-1,2-2), Caen remporte le barrage avec une victoire 8 à 2 à l'extérieur et est promu en Ligue Magnus aux dépens de Clermont-Ferrand.

### Bilan de la saison
Mulhouse gagne la première coupe Magnus de son histoire.

#### Effectif champion
| Vainqueur de la Ligue Magnus 2004-2005 Scorpions de Mulhouse | Gardiens de but : Tom Charton, Fabrice Lhenry Défenseurs : Francis Ballet, Allan Carriou, Jérôme Catil, Jukka Hakkarainen, Steve Montador, Lilian Prunet (A), Miikka Ruokonen (A), Jani Virtanen Attaquants : Mehdi Benfadhel, Jérémy Bigot, Lionel Bilbao (C), Ryan Christie, Olivier Coqueux, Greg Day, Juho Jokinen, Jani Kiviharju, Steve Michou, Milos Palovcik, Steven Reinprecht, Maurice Rozenthal, Pavol Segla, Luc Tardif Jr., Hermanni Vidman Entraîneur : Christer Eriksson |

Clermont est relégué en division inférieure. Cependant, le club vient de déposer le bilan et a donc été dissout.
Les clubs de Tours et Mulhouse ne sont pas autorisés par la fédération à repartir en ligue Magnus la saison prochaine (pour raison financières). Tours est rétrogradé en D2, Mulhouse est obligé de déposer le bilan.

### Podium
|     |                               |
| 1er | Scorpions de Mulhouse         |
| 2e  | Diables Noirs de Tours        |
| 3e  | Brûleurs de loups de Grenoble |

### Trophées
- Meilleur marqueur (trophée Charles-Ramsay) : Steven Reinprecht (Mulhouse).
- Meilleur joueur français (trophée Albert-Hassler): Laurent Meunier (Grenoble).
- Meilleur gardien (trophée Jean-Ferrand) : Fabrice Lhenry (Mulhouse).
- Meilleur espoir (trophée Jean-Pierre-Graff): Pierre-Édouard Bellemare (Rouen).
- Meilleur entraîneur : Robert Millette (Tours).
- Meilleur joueur du championnat (vote de l'association des joueurs) : Steven Reinprecht (Mulhouse).

## Division 1
La saison 2004-2005 est la ?? saison du championnat de France de hockey sur glace première division, antichambre de la Ligue Magnus. Cette saison, le championnat 
porte le nom de D1.

### Clubs engagés
| Poule Nord - Moselle Amnéville Hockey Club - Asnières Hockey Club - Drakkars de Caen - Club Olympique Courbevoie - Chiefs de Garges-les-Gonesse - Bisons de Neuilly-sur-Marne - Anges du Vésinet - Étoile noire de Strasbourg |  | Poule Sud - Olympique Hockey Club d'Avignon - Hockey Club de Cergy-Pontoise - Chamonix Hockey Club - Taureaux de feu de Limoges - Lyon Hockey Club - Mont-Blanc Hockey Club - Vipers de Montpellier - Lynx de Valence |

### Formule de la saison
- Phase 1 :

Les équipes sont réparties en 2 poules. Au sein de chaque poule, les équipes se rencontrent en simple aller-retour. Un classement de 1 à 8 est établi :
- les équipes classées aux quatre premières places de chaque poule constituent une nouvelle poule dite D1 A.
- les équipes classées au-delà de la quatrième place de chaque poule constituent une
nouvelle poule dite D1 B.
- Phase 2 :

Au sein des poules D1 A et D1 B, les équipes se rencontrent en simple aller-retour. Un classement de 1 à 8 est établi :
• en D1 A :
L’équipe classée première est déclarée Champion de France de D1 A et accède en Ligue Magnus la saison suivante. Le deuxième dispute un barrage avec le 3e de la Poule de Maintien de la Ligue Magnus, en match aller – retour, match aller chez l’équipe de D1 A, match retour chez l’équipe de Ligue Magnus.
• en D1 B :
L’équipe classée première est déclarée Champion de D1 B. L’équipe classée 8e de la D1 B dispute un barrage avec l’équipe classée deuxième de D2 A en match aller – retour, match aller chez l’équipe de D2 A, match retour chez l’équipe de D1 B.

### Première Phase
- Poule Nord :

- Poule Sud :

### Phase Finale
- Poule finale (du 15 janvier 2005 au 16 avril 2005) :

| Place | Club                     | Points | Joués | Victoires | Nuls | Défaites | Buts pour | Buts contre | Différence |
| 1er   | Avalanches du Mont-Blanc | 24     | 14    | 12        | 0    | 2        | 60        | 32          | +28        |
| 2e    | Drakkars de Caen         | 20     | 14    | 10        | 0    | 4        | 56        | 30          | +26        |
| 3e    | Chamonix Hockey Club     | 18     | 14    | 8         | 2    | 4        | 52        | 42          | +10        |
| 4e    | Strasbourg               | 17     | 14    | 7         | 3    | 4        | 61        | 41          | +20        |
| 5e    | Neuilly-sur-Marne        | 10     | 14    | 5         | 0    | 9        | 48        | 80          | -32        |
| 6e    | Courbevoie               | 9      | 14    | 4         | 1    | 9        | 45        | 55          | -10        |
| 7e    | Montpellier              | 9      | 14    | 4         | 1    | 9        | 34        | 50          | -16        |
| 8e    | Lyon                     | 5      | 14    | 2         | 1    | 11       | 44        | 70          | -26        |

Barrage de promotion (23 et 26 avril 2005) :
Caen - Clermont-Ferrand 4-4 (1-1, 1-1, 2-2)
Clermont-Ferrand - Caen 2-8 (1-4, 1-3, 0-1)
- Poule de maintien (du 15 janvier 2005 au 16 avril 2005) :

| Place | Club               | Points | Joués | Victoires | Nuls | Défaites | Buts pour | Buts contre | Différence |
| 1er   | Garges-lès-Gonesse | 21     | 14    | 9         | 3    | 2        | 58        | 43          | +15        |
| 2e    | Limoges            | 19     | 14    | 9         | 1    | 4        | 53        | 38          | +15        |
| 3e    | Cergy-Pontoise     | 13     | 14    | 5         | 3    | 6        | 42        | 42          | 0          |
| 4e    | Amnéville          | 13     | 14    | 6         | 1    | 7        | 45        | 47          | -2         |
| 5e    | Le Vésinet         | 12     | 14    | 5         | 2    | 7        | 52        | 53          | -1         |
| 6e    | Avignon            | 12     | 14    | 5         | 2    | 7        | 37        | 35          | +2         |
| 7e    | Valence            | 11     | 14    | 5         | 1    | 8        | 37        | 49          | -12        |
| 8e    | Asnières           | 11     | 14    | 5         | 1    | 8        | 43        | 60          | -17        |

Barrage de relégation (23 et 27 avril 2005) :
Viry-Châtillon - Asnières 4-2 (0-0, 3-0, 1-2)
Asnières - Viry-Châtillon 3-2 (1-2, 0-0, 2-0)

### Bilan de la saison
Avalanches du Mont-Blanc et Caen sont promus en Ligue Magnus.

## Division 2

### Formule de la saison
- Première phase :

Les équipes sont séparés en 2 poules géographiques (Nord et Sud) et se rencontrent en match aller-retour. Une victoire rapporte 2 points, un match nul 1 point et une défaite 0 point (pas de prolongation).
Un classement est établi dans chaque poule : les équipes classées aux quatre premières places de chaque poule constituent une nouvelle poule dite « Division 2 - Play Off », les équipes classées au-delà de la quatrième place de chaque poule constituent une nouvelle poule dite « Division 2 - Play Down ».
- Seconde phase :

Au sein des poules Play Off et Play Down, les équipes se rencontrent en aller-retour (formule championnat) entre clubs issus de poules géographiques différentes.
Les résultats acquis en première phase entre équipes d’une même poule géographique sont validés pour ces nouveaux classements de D2A et D2B. Un classement de 1 à 8 est établi.
- Playoffs :

Les équipes classées 1 et 4, 2 et 3 se rencontrent en demi-finale. Les vainqueurs disputent la finale, les demi-finales et la finale se disputent en simple Aller-Retour.
Le vainqueur de la finale est déclaré Champion de France de Division 2 et monte en Division 1.
Le deuxième dispute un barrage avec le 5e de la Division 1.
- Play-down :

L’équipe classée 8e est rétrogradée en Division 3, l’équipe classée 7e dispute un barrage avec l’équipe classée deuxième de Division 3.

## Division 3

### Formule de la saison
- Première phase :

Les 32 équipes sont séparés en 6 poules géographiques (Ouest, Île de France Centre, Île de France Nord, Est, Alpes et Sud) et se rencontrent en match aller-retour. Une victoire rapporte 2 points, un match nul 1 point et une défaite 0 point (pas de prolongation).
Un classement est établi dans chaque poule : les équipes classées aux trois premières places de chaque poule constituent une nouvelle poule dite « Division 3 - Play Off », les équipes classées au-delà de la troisième place de chaque poule constituent une nouvelle poule dite « Division 3 - Play Down ».
- Seconde phase :

Au sein des poules Play Off et Play Down, les équipes se rencontrent en aller-retour (formule championnat). Un classement de 1 à 6 est établi.
- Playoffs :

Les équipes ayant terminé premières des 3 poules de seconde phase ainsi que le meilleur second se rencontrent au cours d'un « Final Four ». Le premier est promu en Division 2, le second dispute un barrage d'accession face au 7e des Play Down de Division 2.
- Play-down :

Pas de relégation puisque la Division 3 est la dernière division dans la hiérarchie du Hockey sur glace français.

### Clubs engagés
| Groupe Poule Sud - Jokers d'Aubagne - Montpellier - Alpe d'Huez - Toulon Groupe Alpes - Mont Blanc - Vanoise - Morzine - Avoriaz - Roanne Groupe Ouest - Rennes - Brest - Cherbourg - Caen - Niort - Poitiers Groupe Ile de France - Champigny - Orléans - Cergy-Pontoise - Courbevoie - Paray - Fontenay - Évry - Saint Ouen Groupe Nord-Est - Belfort - Béthune - Strasbourg - Wasquehal - Épinal - Compiègne Groupe Sud-Ouest - Font Romeu - Toulouse Blagnac - Pau - Castres |

### Play Off
Play Off Ile de France - Nord Est 
Champigny
Belfort
Béthune
Wasquehal
Paray
Strasbourg
Play Off Sud
Font Romeu
Morzine - Avoriaz
Toulouse Blagnac
Vanoise
Montpellier
Aubagne
Play Off Ouest
Rennes
Cherbourg
Caen
Évry
Orléans
Niort

### Carré Final
Champigny
Rennes
Belfort   
Font Romeu

### Barrage D2-D3
Français Volants
Rennes